# الغويغوينسي
الغويغوينسي (تلفظ بالإسبانية: ‎/el ɣweˈɣwen.se/‏؛ المعروف أيضًا باسم ماتشو راتون, تلفظ بالإسبانية: ‎/ˈma.tʃo raˈton/‏) هو دراما ساخرة وكان أول عمل أدبي لنيكاراغوا بعد الاستعمار. يُعتبر واحدًا من أبرز التعبيرات في فترة ما بعد الاستعمار في أمريكا اللاتينية وكمعلم فولكلوري تقليدي في نيكاراغوا يجمع بين الموسيقى والرقص والمسرح. وتم بناء نصب تذكاري أيضًا في وسط "روتوندا" (دوران) في ماناغوا تكريمًا له. يتم أداء الغويغوينسي خلال احتفالات سان سيباستيان في ديريامبا (كارازو) من 17 إلى 27 يناير.

## الأصل
كتبت المسرحية من قبل مؤلف مجهول في القرن السادس عشر، مما يجعلها واحدة من أقدم الأعمال المسرحية/الرقصية للنسكبن الأصليين في نصف الكرة الغربي. تم تحويلها شفهيًا لعدة قرون حتى تمت كتابتها ونشرها في كتاب في عام 1942. وفقًا للنسخة المكتوبة أولاً، يبلغ عدد الأسطر 314 وكانت مكتوبة أصلاً بلغتين ناهوات وإسبانية.

### أصل الاسم
يأتي اسم المسرحية من شخصيتها الرئيسية "الغويغوينسي"، الذي يشتق من كلمة ناهوات "ويويج"، والتي تعني 'الرجل العجوز' أو 'الرجل الحكيم'.

## التاريخ
تمثل "الغويغوينسي" التراث الشعبي في نيكاراغوا، ولذلك أعلنت اليونسكو أنها "تحفة من التراث الشفهي وغير المادي للإنسانية" في عام 2005، مما جعل نيكاراغوا البلد الوحيد في أمريكا الوسطى وأحد ست دول في أمريكا اللاتينية التي تمتلك تحفتين معلنتين من قبل اليونسكو.

## الشخصيات
تتضمن المسرحية أربع عشرة شخصية.
- الثلاثة مستيزو:
  - الغويغوينسي، وأبناؤه دون فورسيكو ودون أمبروسيو
- السلطات الإسبانية:
  - حاكم تاستوانس
  - كابتن ألغواسيل مايور
  - الكاتب الملكي
  - المساعد الملكي
- النساء:
  - دونا سوشي مالينش وسيدتيها المرافقتين
- أربعة وحوش للحمل؛ يشار إليها باسم ماتشوس:
  - ماتشو-موتو
  - ماتشو-فيخو
  - ماتشو-موهينو
  - ماتشو-غواخاكينو

## اللغة
اللغة هي الإسبانية مع أجزاء مختلطة من نيكاراو (ناهوات)، وقد ادعي أحيانًا أن هذا العمل هو نتيجة للإسبانية والناهوات المختلطة أو اللغة الكريولية. ومع ذلك، لا يوجد دليل فعلي على ذلك.

## الجدل الاجتماعي
نظرًا لأن الخداع لتحقيق مكاسب مالية هو أمر أساسي في حبكة "الغويغوينسي"، فإن المسرحية غالبًا ما تُستشهد في افتتاحيات الصحف كنوع من النموذج الرمزي للسياسيين الفاسدين المُتصوّرين أو المؤسسات العامة غير المحاسبة. وقد تم ربط نتائج الانتخابات غير المتوقعة بالتراث المتمثل في شخصية "الغويغوينسي" المقنعة، والتي تتجلى في ناخبين ماهرين في إخفاء نوايا تصويتهم الحقيقية، ولا سيما في هزيمة مفاجئة لحزب الجبهة الساندينية في الانتخابات عام 1990. بينما يُؤكد دور "الغويغوينسي" كأعلى تعبير عن الفن الفولكلوري النيكاراغوي، يُغفل غالبًا الموضوع العلني للمسرحية - دخول أسلوب الحياة الأرستقراطي من خلال وسائل خادعة - في خطب السياسة باعتباره متناقضًا مع الرؤية الحالية للنمو الوطني الذي يحدث من خلال العمل الجاد والتنويع الاقتصادي وتصدير المنتجات الصناعية.

## روابط خارجية
- الغويغوينسي ديريامبا، نيكاراغوا
- فيديو الغويغوينسي ديريامبا، نيكاراغوا
- فيديو الغويغوينسي عرض رقص في ماسايا
- فيديو الغويغوينسي في موكب ماناغوا
- فيديو الغويغوينسي عرض
- فيديو الغويغوينسي عرض لمدة 10 دقائق
- ديريامبا، نيكاراغوا
- رافائيل لارا-مارتينيز، ريك مكاليستر. "معجم ثقافي NÁWAT PIPIL Y NICARAO. الغويغوينسي والأساطير بلغة الأم لأهل إيزالكو من البيبيل والنيكاراغو. (من الناوات-البيبيل والناوات-النيكاراو إلى الإسبانية والإنجليزية مع توضيحات بالناواتل المكسيكي)" (PDF) (بالإسبانية). Archived from the original (PDF) on 2023-05-16. Retrieved 2012-09-30.

التصنيفات:
المسرح في نيكاراغوا
أدب نيكاراغوي
روائع التراث الشفهي اللامادي للإنسانية
1. ↑  Representative List of the Intangible Cultural Heritage of Humanity (بالإنجليزية والفرنسية والإسبانية), QID:Q110319947
2. ↑  سلسلة نيكاراغوا الثقافية الأولى تظهر للمرة الأولى في جنوب فلوريدا
3. ↑  روتوندا الغويغوينسي
4. ↑  "تقويم الفعاليات | المتحف الوطني للهندي الأمريكي". مؤرشف من الأصل في 2007-12-06. اطلع عليه بتاريخ 2007-03-27.
5. 1 2  الغويغوينسي أو ماتشو راتون
6. ↑  قائمة التحف من التراث الشفهي وغير المادي للإنسانية نسخة محفوظة 2007-03-09 على موقع واي باك مشين.
7. ↑  "Güegüence-Nicarao"، في لايل كامبل، 1997، American Indian Languages
8. ↑  مارتينيز, إدغارد (22 Mar 2006). "سي تي في، يا لا مي أكويردو" (بالإسبانية). Bolsa de Noticias. Archived from the original on 2007-10-25. Retrieved 2007-07-13.
9. ↑  "هاي كي ساكار ديل بودر الغويغونسي" (بالإسبانية). El Nuevo Diario. 2 Apr 2007. Archived from the original on 2023-12-07. Retrieved 2007-07-13.
10. ↑  فيكليتش, دونا. "بينفينيداس أ لا زونا فرانكا" (بالإسبانية). Revista Envio Digital. Archived from the original on 2023-12-07. Retrieved 2007-07-13.